# マルコ・スピットカ
マルコ・スピットカ（Marko Spittka 1971年4月22日- ）は、旧東ドイツのドレスデン出身の柔道選手。階級は86kg級。身長179cm。

## 人物
1990年の世界ジュニア78kg級では東ドイツ代表で出場して優勝を飾った。1993年に階級を86kg級に変更した。1996年アトランタオリンピックでは準決勝で韓国の全己盈に内股で敗れるが、3位決定戦で吉田秀彦を2-1の判定で破って銅メダルを獲得した。1997年の世界選手権では決勝まで進むが、全に警告で敗れて2位だった。2000年シドニーオリンピック90kg級では初戦で敗れた。

## 主な戦績
78kg級での戦績
- 1989年 - ヨーロッパジュニア　2位
- 1990年 - 世界ジュニア　優勝
- 1990年 - ヨーロッパジュニア　優勝
- 1991年 - フランス国際　優勝
- 1991年 - ドイツ国際　優勝
- 1992年 - イギリス国際　優勝
- 1992年 - ヨーロッパ選手権　優勝

86kg級での戦績
- 1993年 - ベルギー国際　優勝
- 1993年 - フランス国際　3位
- 1993年 - チェコ国際　2位
- 1994年 - 正力国際　3位
- 1994年 - オランダ国際　優勝
- 1994年 - ワールドカップ団体戦　3位
- 1994年 - 嘉納杯　3位
- 1995年 - ハンガリー国際　3位
- 1995年 - チェコ国際　3位
- 1996年 - フランス国際　3位
- 1996年 - アトランタオリンピック　3位
- 1997年 - ドイツ国際　優勝
- 1997年 - 世界選手権　2位

90kg級での戦績
- 1998年 - 正力国際　優勝
- 1998年 - オーストリア国際　優勝
- 1998年 - ヨーロッパ選手権　2位
- 1999年 - ドイツ国際　3位
- 2000年 - ドイツ国際　3位
- 2000年 - ポーランド国際　3位